# Armada Bolivariana
La Armada Bolivariana (AB) es uno de los cinco componentes de la Fuerza Armada Nacional Bolivariana (FANB). La Armada Bolivariana garantizará el apresto operacional del poder naval mediante la organización, equipamiento, formación, capacitación, adiestramiento, mantenimiento, soporte logístico y operación. Para asegurar la defensa y salvaguarda naval de los espacios acuáticos y de interés estratégico, la cooperación en el mantenimiento del orden interno y la participación activa en el desarrollo nacional, contribuyendo con la defensa integral de la nación. 
Creada en 1811, a causa del estallido del movimiento independentista, es una de las unidades militares más antiguas de América. La actuación de la  escuadra republicana en defensa de los ideales separatistas influyó de manera muy importante en la guerra de independencia. Siendo uno de sus baluartes más importantes el combate naval del lago de Maracaibo, que, entre otras batallas e incursiones navales, definió la independencia de Venezuela.
Los oficiales, profesionales de tropa (sargentos) y tropas alistadas de la Armada Bolivariana egresan de diferentes academias (Academia Militar de la Armada Bolivariana, Academia Técnica Militar Bolivariana, Academia Militar de Oficiales de Tropa C/J Hugo Rafael Chávez Frías, Academia Militar de Medicina) y Escuela de Grumetes, Escuela de Policía Naval, Centro de Adiestramiento de la Infantería de Marina, adscritas a la Universidad Militar Bolivariana de Venezuela.
El actual comandante general de dicho componente es el almirante Neil Jesús Villamizar Sánchez.

## Historia

### Guerra de Independencia y Gran Colombia
La historia del Comando de la Escuadra está entrelazada a la historia de la Armada Bolivariana. El primer estandarte de la Armada se enarboló el 12 de marzo de 1806 durante la expedición comandada por el almirante Francisco de Miranda sin duda la primera que tiene por objeto la independencia de Venezuela y donde también se enarbola al viento el tricolor nacional a bordo de los veleros Leander, Bee y Bacchus.
Posteriormente, y hasta 1883, entre los años que comprendieron el periodo pre-independencia, la guerra de independencia y la consolidación de la República, la Armada y el comando de la escuadra eran denominadas para entonces como Fuerzas Navales, escuadrilla o expediciones navales.
El 4 de mayo de 1810 la Junta Suprema de Caracas designa a Lino de Clemente Secretario de Marina y de Guerra, cargo que en la actualidad corresponde al de Ministro de la Defensa. Diputado electo por la provincia de Caracas al Congreso de las Provincias Unidas de Venezuela de 1811 y firmante del Acta de Independencia de Venezuela, Clemente promueve la creación de la armada venezolana en 1811 y organiza una Escuela Náutica para la formación de oficiales en el puerto de La Guaira. La escuela fue dirigida por el Alférez de Fragata Vicente Parrado. En marzo de 1811 el coronel Juan Bautista Arismendi fue asignado para contener el progreso de los españoles por Guayana con fuerzas navales en las riberas del Orinoco. La escuadra de la Primera República contaba con algunos cañoneros y embarcaciones pequeñas que no sirvieron para romper el bloqueo costero opuesto por el Consejo de Regencia de Cádiz, pero fueron de utilidad en los ríos del país, particularmente en la Campaña de Guayana (1811-1812). El 23 de agosto de 1811 se llevó a cabo el combate naval de Chichiriviche, el primero en pro de la independencia. Luego sitiaron varias plazas en el Orinoco hasta que sufrieron la derrota en la Batalla Naval de Sorondo en febrero de 1812.
El general Arismendi reorganiza en 1813 las fuerzas navales de la Segunda República con la adquisición de 3 goletas y otras unidades menores para conformar una escuadra de 14 embarcaciones a las órdenes del corsario italiano Giovanni Bianchi. En el segundo semestre de 1813 se constituyó una escuadra integrada con el bergantín Arrogante Guayanés, las goletas Colombiana, Perla Carlota y Mariño, la cañonera Independencia y el jabeque General Piar. En septiembre de 1813 el coronel Santiago Mariño envió una escuadra integrada por siete velas a las órdenes del coronel Manuel Carlos Piar, quien llegó a ser llamado por los españoles el almirante Piar, para bloquear la plaza de Puerto Cabello. Posteriormente, el pueblo nombró al General Juan Bautista Arismendi Comandante de las Fuerzas de Mar y Tierra siendo este el Oficial del Ejército que más cercanía tuvo a la Marina de Guerra de la Independencia. También el general en jefe José Francisco Bermúdez realizó algunas incursiones navales.

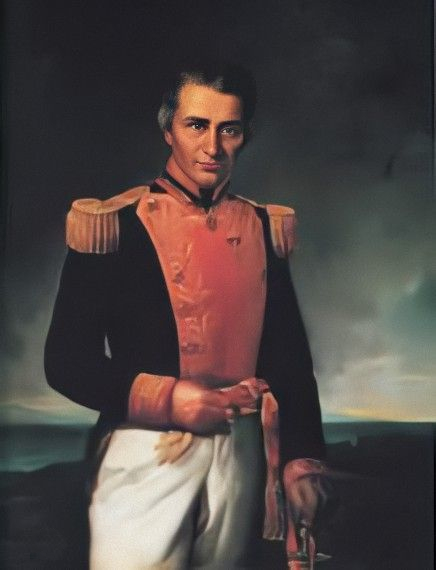
General Juan Bautista Arismendi.

El jabeque General Piar venció el 13 de noviembre de 1813 en un combate entre Puerto Francés y Chuspa a los bergantines realistas Alerta y Celoso. Los españoles se retiraron a Puerto Cabello y los republicanos a La Guaira donde se les incorporaron las goletas de guerra Atrevida y La Juana y las lanchas Venturosa y Ligera. En 1814 se creó otra escuadra en Cumaná el 25 de agosto con la goleta Jove, el Intrépido Bolívar, La Colombiana, El Centauro, la Carlota, la Culebra y el Arrogante Maturines, que condujeron a Pampatar a las tropas republicanas derrotadas por Boves y Morales.
Luego de la pérdida de Cartagena de Indias, en 1816 el Libertador Simón Bolívar otorgó al Almirante Luis Brión la facultad de organizar la Armada e iniciaron los oficiales de Marina a comandar las operaciones navales para invadir Venezuela desde las Antillas.

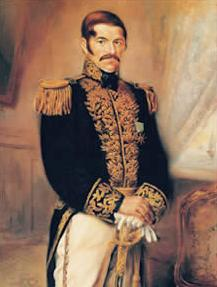
Almirante Luis Brion

En marzo de 1816 los patriotas exiliados en Haití organizan la llamada expedición de los Cayos con una escuadra compuesta por la goleta Bolívar (buque insignia de seis cañones, al mando de Renato Beluche); goleta Mariño (con una colisa, al mando de Thomás Dubouille); goleta Piar (con un cañón de 18 y dos pequeños por banda, mandada por John Parnell); goleta Brion (de cuatro cañones y diez carronados, al mando de Jean Monier); goleta Feliz (capitaneada por Charles Lominé) y goleta Conejo (con un cañón de 18, al mando de Bernardo Ferrero). La escuadra al mando del almirante Luis Brión zarpó de Los Cayos de San Luis y se dirigió a la isla de Margarita encontrando buques españoles cerca del archipiélago de Los Frailes, el bergantín "Intrépido" y la goleta "Rita" los cuales fueron derrotados en el combate naval de Los Frailes e incorporados a la expedición. En la campaña de Guayana, la escuadra republicana realizó distintas operaciones en el río Orinoco y el río Apure que permitieron despejar el Orinoco de buques realistas y sitiar por mar y tierra Angostura y otras ciudades que capitularon poco después. Marinos venezolanos como Brión y los hermanos Antonio, Domingo y Fernando Díaz tendrían una importante participación en el éxito de la campaña.
Durante la independencia tuvieron una gran actividad los corsarios, quienes lucharon por ambos bandos y en muchos casos (sobre todo en los primeros años) representaban una fuerza naval más importante que las fuerzas navales regulares. Los corsarios venezolanos actuaban a todo lo ancho del mar Caribe y se extendían hasta el Océano Atlántico y las costas de España. Entre las acciones más notorias que realizaron se encuentra la toma de la isla de Amelia en 1817, en donde un grupo de corsarios al mando de Gregor MacGregor junto a algunos oficiales regulares venezolanos tomaron el fuerte San Carlos de Fernandina y proclamaron la independencia de la Florida, colonia española que era pretendida por los Estados Unidos.
En 1822 el general Francisco de Paula Santander crea el primer batallón de Infantería de Marina. Al año siguiente e realizaría una gran ofensiva naval en el departamento del Zulia con el objetivo de destruir las fuerzas de Francisco Tomás Morales que había dominado la zona. Las fuerzas marítimas estaban comandadas por el almirante José Prudencio Padilla y la infantería de Marina por el general Manuel Manrique. La armada patriota forzó la barra de Maracaibo y entró al lago de Maracaibo, poco después Maracaibo fue tomada por los republicanos pero tuvo que ser abandonada al poco tiempo. El 24 de julio de 1823 se libra la Batalla del Lago de Maracaibo, la mayor batalla naval de la independencia de Venezuela. La escuadra del almirante Padilla se enfrentó con la escuadra española dirigida por el almirante Ángel Laborde obteniendo un gran triunfo que obligó a la capitulación de los ejércitos de Morales.

### Separación de la Gran Colombia y modernización
Al separarse Venezuela de la Gran Colombia la armada sufrió una importante reducción de su flota, producto de la difícil situación fiscal y la inestabilidad política que no arrojaban los recursos necesarios para mantener buques de alto bordo. En el año 1845 los buques de vela comienzan a ser sustituidos por buques de vapor. Ese año el gobierno adquiere los bergantines Presidente, Ávila y Congreso, las goletas Fama, Democracia, Trimer, Eclipse, Intrépida, Estrella, Forzosa y Bolivariana, el bergantín Manzanares y un pequeño vapor de guerra denominado Libertador.
La armada vería una gran modernización en 1863 con la adquisición de nuevos vapores y cañoneros por el ministro de Marina Manuel Ezequiel Bruzual. Los buques adquiridos fueron: Bolívar, Maparari, Mariscal Sucre y Monagas.

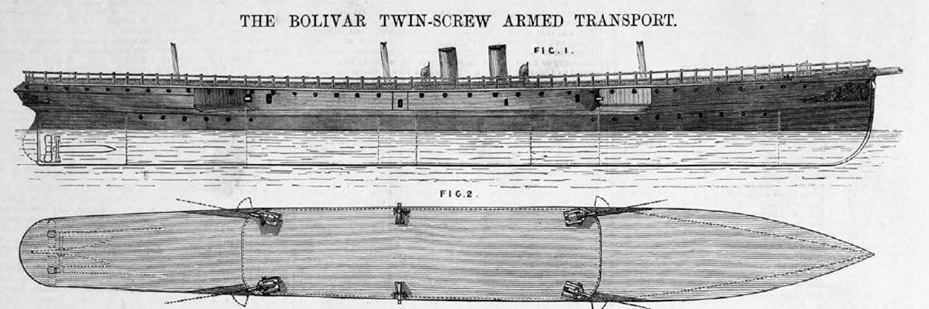
Vapor Bolívar, 1866.

Durante los gobiernos de Antonio Guzmán Blanco la armada experimentaría un nuevo aumento en sus fuerzas. En 1880 contaba con los vapores República, Reivindicador y Remolcador; las goletas Ricaurte, Sucre y 3 de agosto y hacia los últimos años del siglo XIX los vapores Libertador, Guzmán Blanco y Lola; las goletas Bolivariana, Carabobo, Washington y Ana Jacinta.

### Expansión

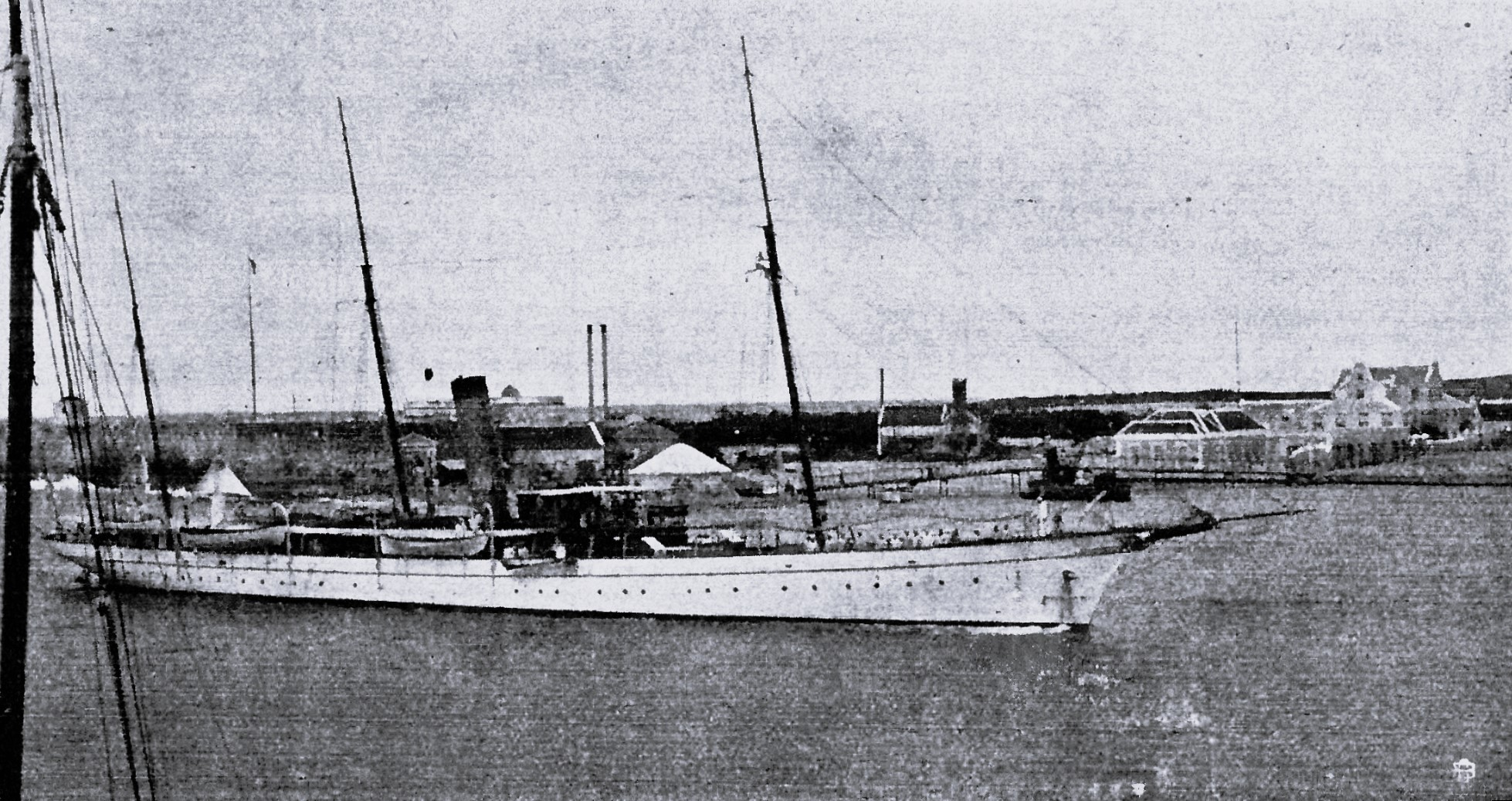
El crucero Restaurador en Curaçao

En los primeros años del siglo XX, la marina venezolana contaba con el crucero Restaurador (ex yate americano Atalanta), el cañonero-torpedero Bolívar (ex cañonero-torpedero español Galicia), el transporte Zamora (ex cañonero-torpedero español Filipinas), los vapores Veintitrés de Mayo, Totumo, Mariscal Sucre (ex reivindicador), los cañoneros Miranda y General Crespo, la goleta Carabobo y muchas unidades menores. La mayoría de estos buques fueron secuestrados, desarmados, inutilizados o hundidos durante el Bloqueo naval de Venezuela de 1902-1903.

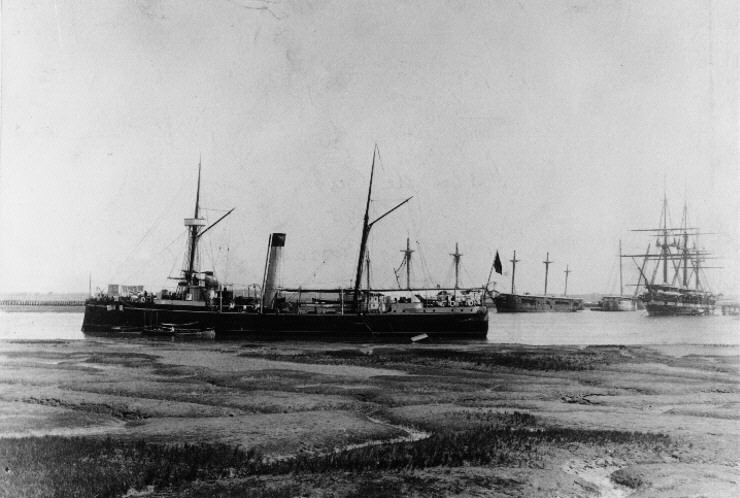
Crucero Mariscal Sucre, antiguo USS Isla de Cuba de la armada estadounidense que sirvió anteriormente con el mismo en la Armada Española

La producción naval nacional se inicia en 1909 con la colocación de la quilla al guardacostas 29 de enero en el astillero y dique de Puerto Cabello. Dicho guardacostas sería el primero de una serie de tres junto con el Cristóbal Colón y el Ciudad Caracas. En 1912 el gobierno venezolano adquiere el crucero Mariscal Sucre, antiguo USS Isla de Cuba, a su vez anteriormente crucero español llamado Isla de Cuba.

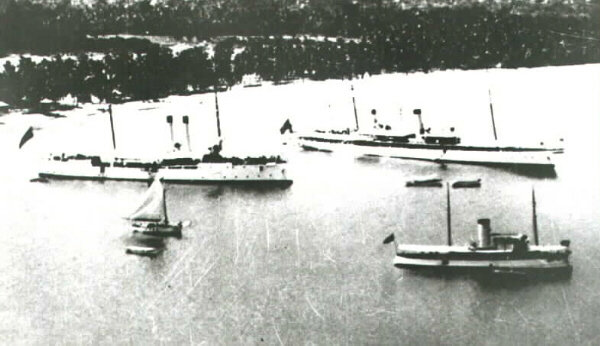
La Escuadra venezolana fondeada en La Guaira, 1925.

Entre 1920 y 1935 la armada adquiere varios buques con años de servicio en marinas extranjeras. Dichas unidades fueron el crucero General Salom, los cañoneros Maracay, Miranda y Aragua, los remolcadores Brion y José Félix Ribas y el bergantín Antonio Díaz. Desde el año 1937 los oficiales egresados de la Escuela Naval comienzan a ser enviados a academias en el exterior a realizar cursos de tecnificación. La infantería de marina es vuelta a crear por Resolución n.º 28 del 1 de julio de 1938 como la Compañía de Defensa de Costas. Al año siguiente son adquiridas los cañoneros General Soublette y General Urdaneta de la Marina italiana.

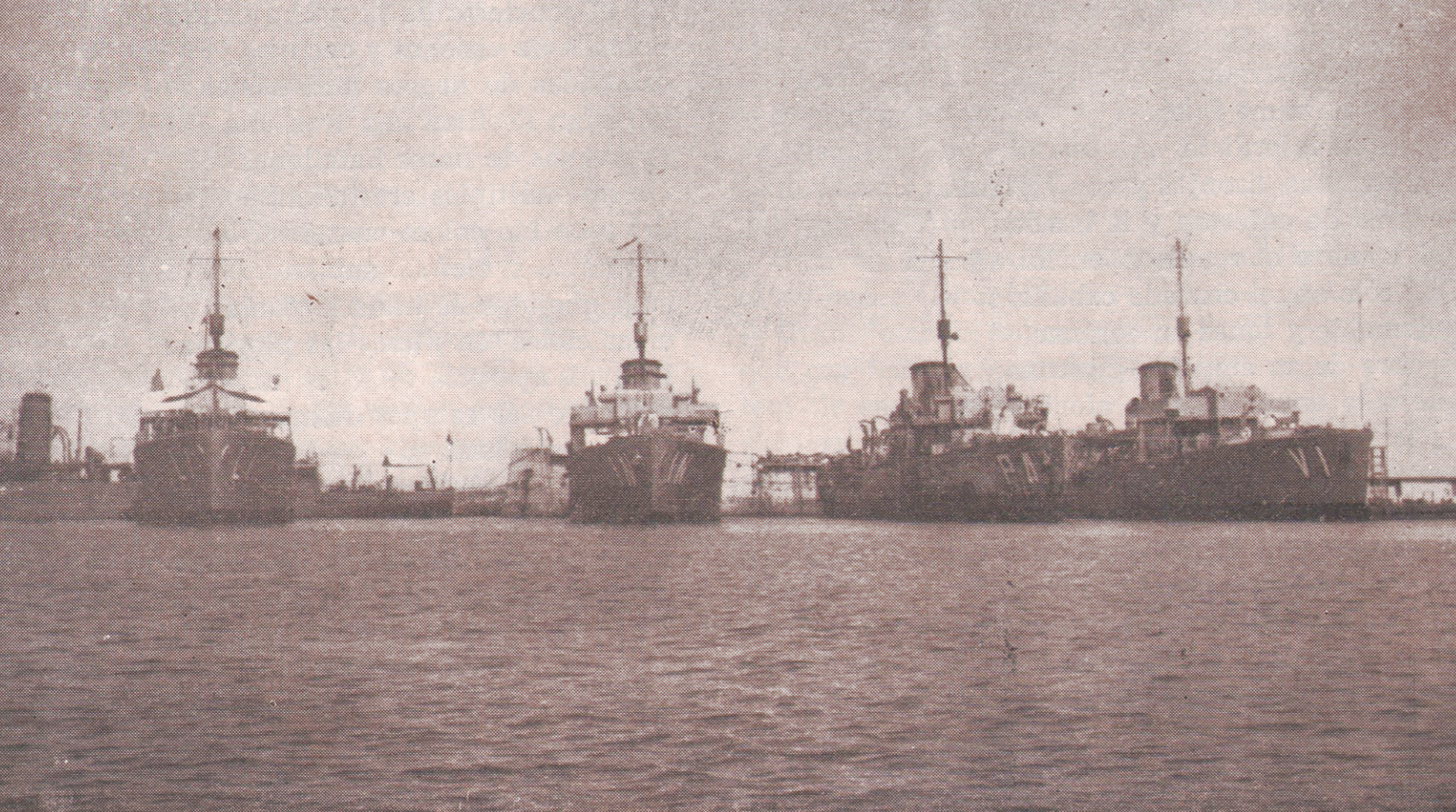
Corbetas venezolanas clase Flower, 1945.

En 1943 la Compañía de Defensa de Costas pasa a denominarse 1.ª Compañía de Infantería de Marina. En 1943, mediante la Ley de Préstamos y Arrendamiento, Venezuela adquiere de los Estados Unidos los destructores Antonio Díaz, Brión, Briceño Méndez y Arismendi que arriban a La Guaira el año siguiente. Al final de la Segunda Guerra Mundial, la disminución de las armadas de los combatientes permite al gobierno venezolano la adquisición de siete corbetas de fabricación canadiense: Carabobo, Constitución, Federación, Independencia, Libertad, Patria y Victoria, así como la adquisición en EE. UU. del transporte LST Capana, que sirvió en la armada venezolana como carguero y buque escuela. La infantería de marina también crece con la creación del Batallón de Infantería de Marina n.º 1 (11-12-1945) y el Batallón de Infantería de Marina n.º 2 (04-02-1946). Es a partir de 1945 que se inicia un proceso de desconcentración de la infantería de marina, con sede hasta entonces en Puerto Cabello, hacia La Vela de Coro, Cumaná, Güiria y Margarita. Igualmente en esta época la armada comienza a ser comandada por oficiales navales en sustitución de los oficiales del ejército, constituyéndose la Comandancia de las Fuerzas Navales.

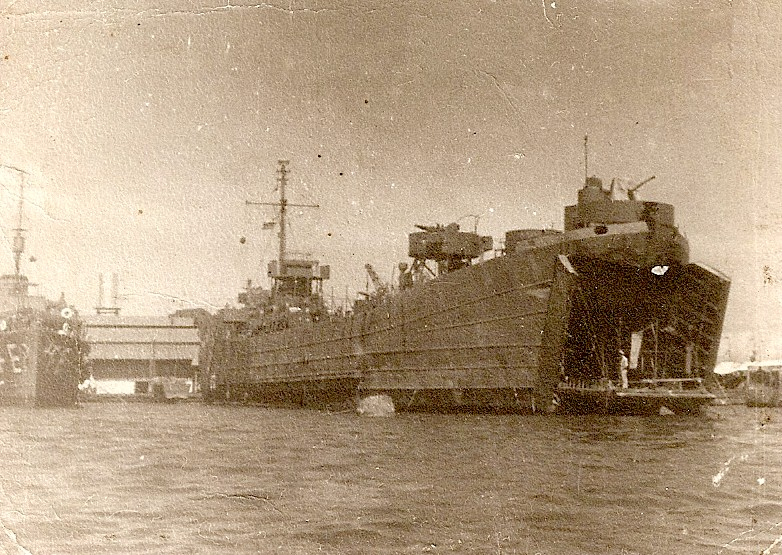
Transporte y buque escuela

Nuevamente la armada experimenta una repotenciación de su flota en la década de los años 50, con la adquisición de nuevos buques contratados al astillero británico Vickers-Armstrong Company Limited De Barrow-In-Furness. Dichas unidades fueron los destructores Clase Nueva Esparta ARV Nueva Esparta (D-11), ARV Zulia (D-21) y ARV Aragua, que llegarían al país entre 1953 y 1954.

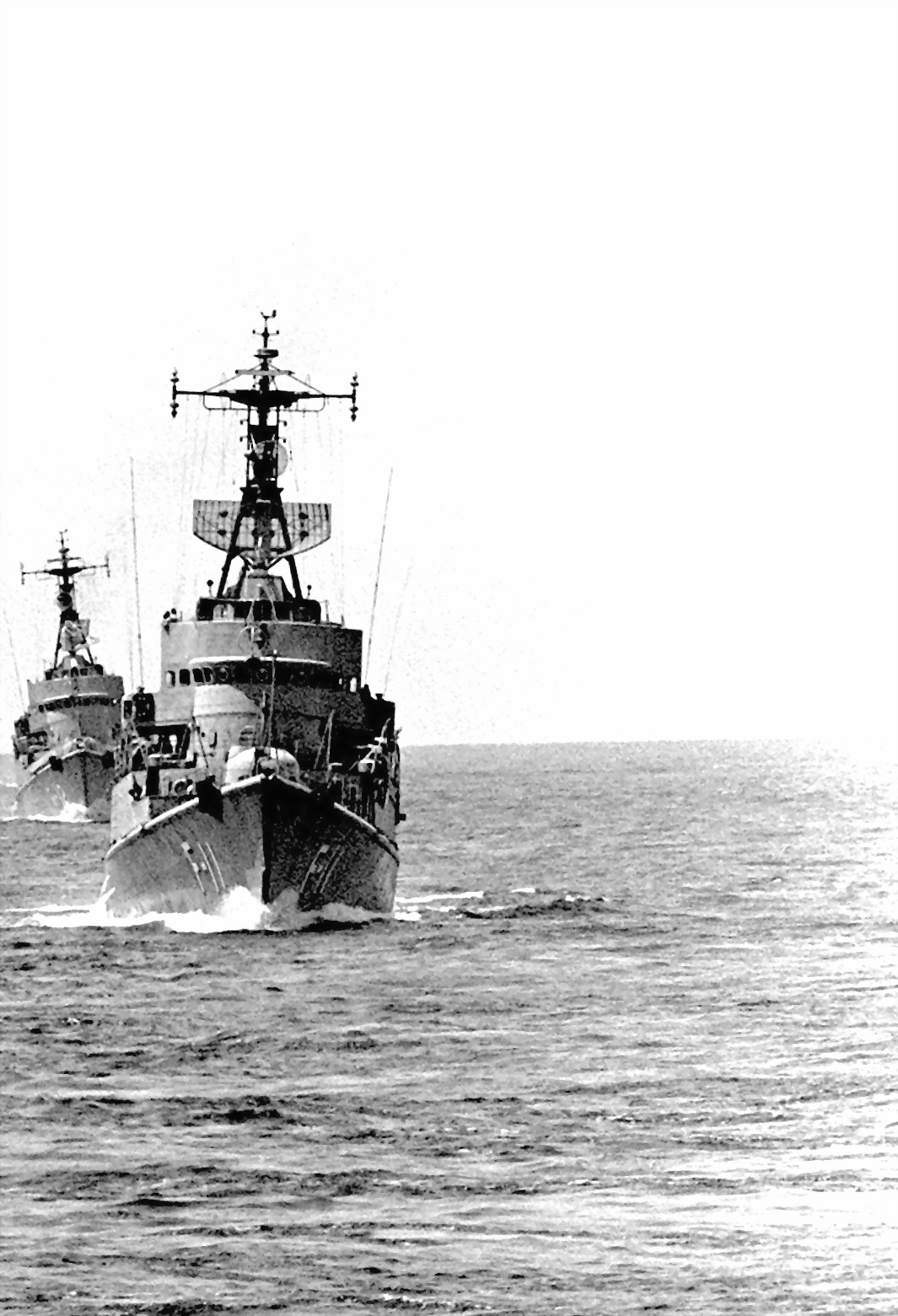
Almirante Clemente (F-11) y General Moran (F-12) en UNITAS XX.

En el 54 el gobierno venezolano firma un contrato con la Cantieri Navali Ansaldo para la construcción de seis destructores ligeros Clase Almirante Clemente ARV Almirante Clemente (D-12), ARV General Moran (D-22), ARV General Austria (D-32), ARV General Flores (D-13), ARV Brión (D-23) y ARV Almirante García (D-33). Con estas unidades la armada formaría tres divisiones de destructores. El 13 de enero de ese año se firma un acuerdo entre el estado venezolano y la Société Anonime des Anciens Chantiers Dubigeon de Nantes para la construcción de un buque de transporte, el cual fue nombrado ARV Las Aves (T-12) en el momento de adquisición. Por decreto de la Junta de Gobierno n.º 288 del 27 de junio de 1958 se crea la Comandancia General de la Marina de la antigua Comandancia de las Fuerzas Navales. Las distintas fuerzas que conforman la Marina de Guerra obtienen su independencia administrativa. Así mismo comienza un proceso de reorganización del aparato administrativo de la marina, creándose las direcciones de personal, material, ingeniería y administración, la Inspectoría de la Armada, y más tarde los Comandos de Escuadra y de Infantería de Marina.

### Período democrático
En la década de los años 60, la ARV adquiere de los Estados Unidos su primer submarino, el ARV Carite (S-11). Dicha unidad inaugura las fuerzas submarinas de la Armada Venezolana y serviría como buque escuela para posteriores generaciones de submarinistas. En la misma época la Armada adquiere varias unidades destinadas a proporcionar apoyo logístico como los transportes LMS Los Monjes, Los Roques, Los Frailes y Los Testigos, los remolcadores Felipe Larrazábal y Fernando Gómez, los buques hidrográficos Puerto Santo, Puerto Nutrias y Puerto Miranda, y diez patrulleros adquiridos en Estados Unidos. A la par de la expansión de la escuadra se habilitan nuevos apostaderos y bases navales. En el año 1972 se adquieren dos destructores clase Allen M. Sumner de los Estados Unidos, el ARV Falcòn, el ARV Carabobo. fueron extensamente modernizados en los EE. UU., y participaron en varios ejercicios como el UNITAS, pero su carrera no duro mucho: el Carabobo fue desguazado, y el Falcòn fue hundido como blanco en 1981 por las fragatas clase Lupo recièn adquiridas

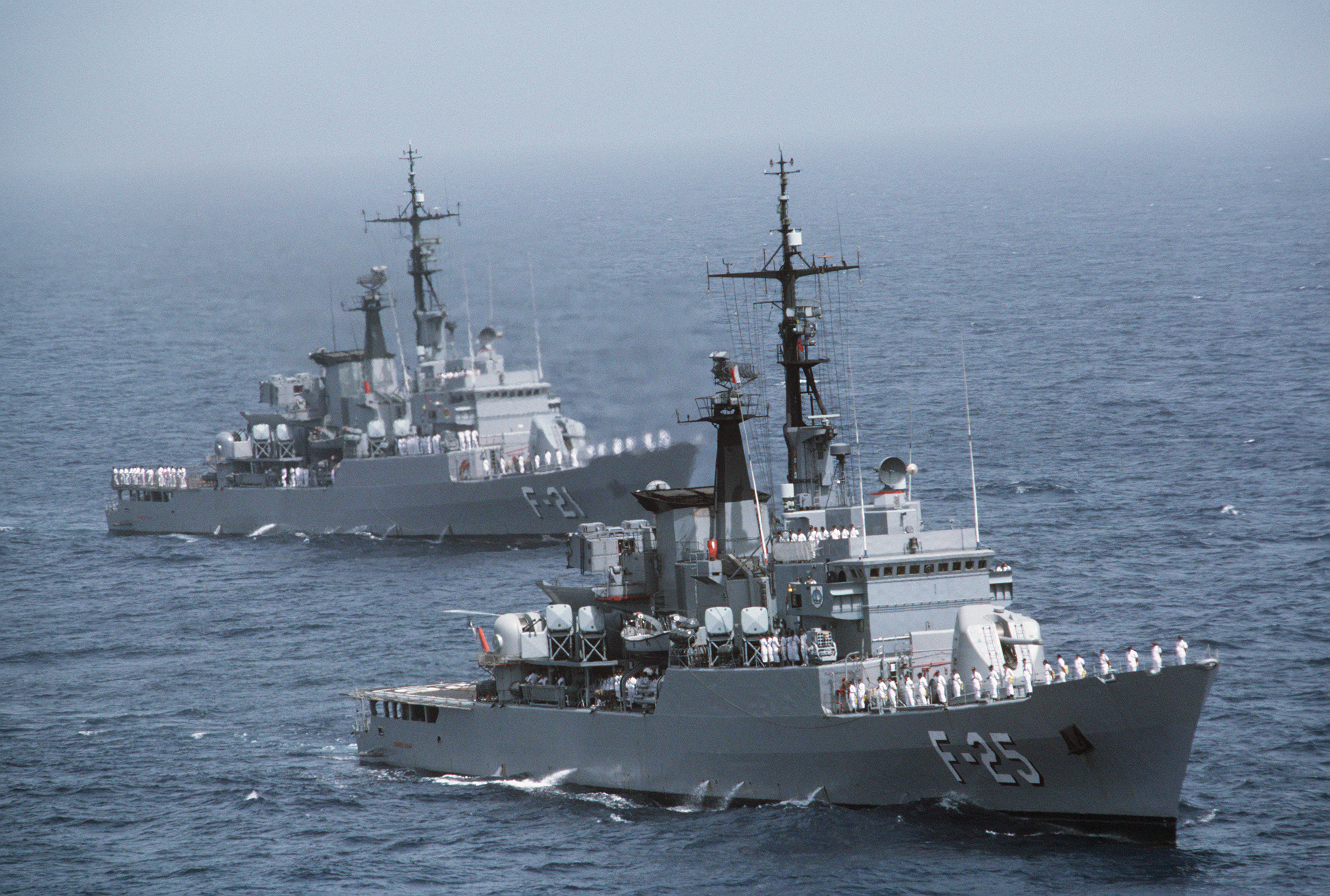
F-21 Mariscal Sucre y F-25 General Salóm.

La década de los años 1970 sería conocida como Reafirmación Marítima., en ella se adquirieron nuevas unidades de superficie y submarinas además se crearía el Escuadrón Aeronaval el 28 de noviembre de 1974 con unidades de transporte (CESSNA, DC-3, AVRO, etc.) y de guerra antisubmarina como el Tracker S2-E. El escuadrón aeronaval quedaría conformado por tres escuadrillas:antisubmarinos, helicópteros y transporte. El escuadrón de submarinos quedaría conformado por los ARV Tiburón (S-12) y el Picua (S-13) de procedencia norteamericana; y el Sabalo (S-31) y el Caribe (S-32) de construcción nueva en el astillero de Kiel, Alemania. Además se adquieren remolcadores, destructores, patrulleros fluviales y de costa, transportes y lanchas.
En la década de los 80 se adquieren las fragatas Clase Mariscal Sucre, unidades con una sofisticada tecnología construidas por Cantieri Navali Riuniti (CNR) (Italia). Dichas unidades fueron: ARV Mariscal Sucre (F-21), ARV Almirante Brión (F-22), ARV General Urdaneta (F-23), ARV General Soublette (F-24), ARV General Salóm (F-25), ARV Almirante García (F-26). En la misma época se adquiere el AB Simón Bolívar (BE-11), buque escuela donde se forman desde entonces los oficiales de la armada.
En 1982 se inicia la construcción de dos buques utilitarios tipo LCU en el astillero de la empresa norteamericana Swiftships, y llegaría en el año 84 como ARV "Margarita" (T-71) y ARV. "La Orchila" (T-72). De Corea del Sur se adquieren cuatro transporte LST Clase "Capana": ARV "Capana" (T-61), ARV "Esequibo" (T-62), ARV "Goajira" (T-63) y ARV "Los Llanos" (T-64).

### Actualidad
A partir del año 2000, la Armada Bolivariana ha vivido un proceso de incorporación de embarcaciones interesante y amplio, el cual además de nuevos equipos, incluye fuertes inversiones para la expansión de las operaciones de los astilleros nacionales DIANCA''''.
Así, y en paralelo a la compra de nuevo material en el exterior, como por ejemplo los doce patrulleros clase “Gavión”, los cuatro buques de vigilancia oceánica clase “Guaiqueri”, los cuatro buques de vigilancia litoral clase “Guaicamacuto”, las cuatro embarcaciones multipropósitos de cabotaje clase “Los Frailes” (Damen Stan Lander 5612) y los dos patrulleros Damen Stan Patrol 4207 contratados a Cuba.

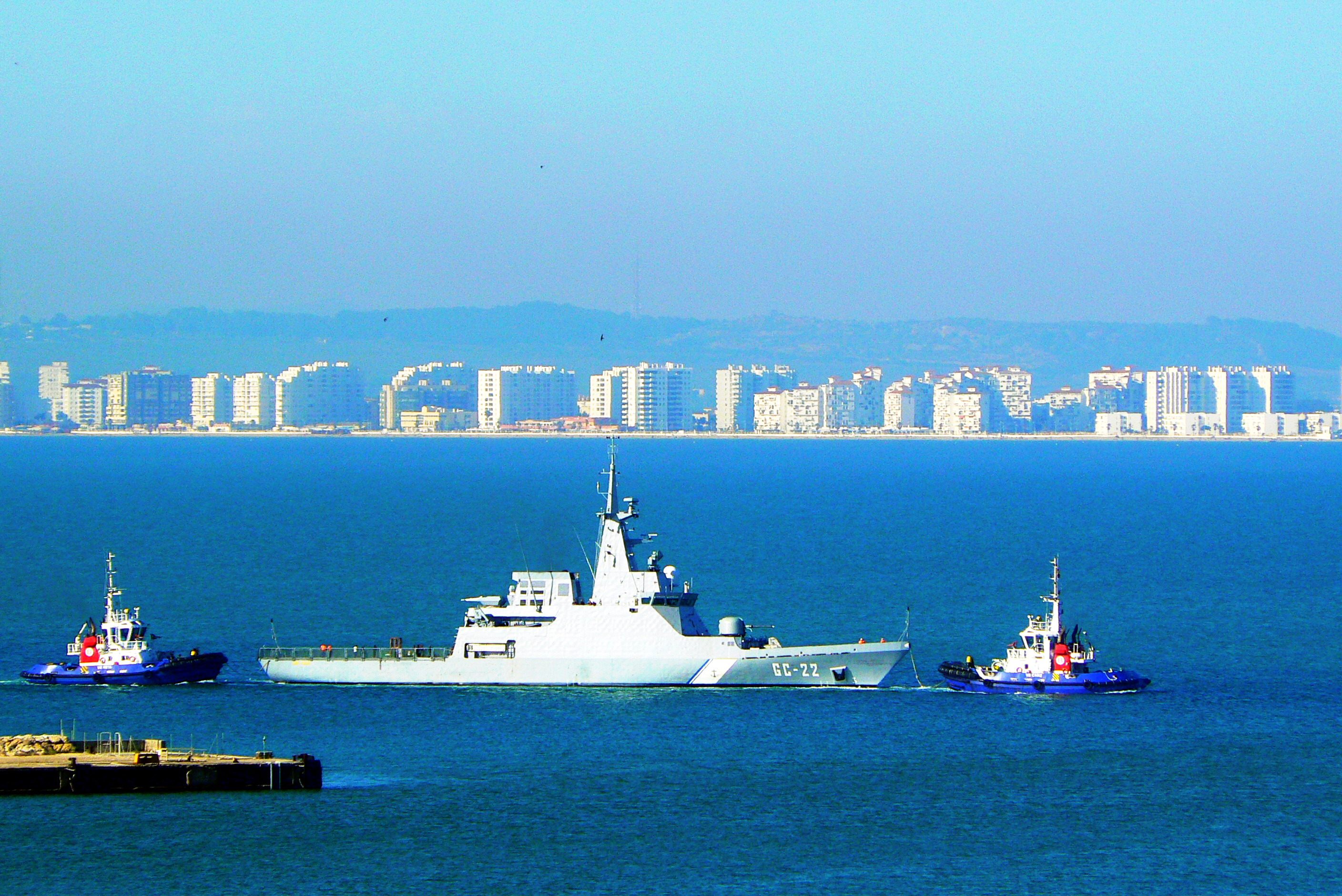
ANBV Yavire (GC-22)

Se han modernizado por vez primera en el país, una serie de buques con procedimientos de alta complejidad, como los dos submarinos Tipo 209/1300, ambos submarinos de la Armada fueron sometidos a un proceso de actualización que incluyó cambios en sistemas de armas, sistemas de detección y mantenimiento mayor. Igualmente los bancos de baterías fueron reemplazados. Este proceso solía llevarse a cabo en los astilleros alemanes así que representa un avance para la industria naval nacional.
También fueron modernizados en el país, el buque oceanográfico “Punta Brava”, el velero escuela “Simón Bolívar”, entre otros buques; y también, se han construido o esta por construir otros buques, entre ellos: un remolcador de altura (clase “Miranda”, Damen Salvage Tug 6014), el cuarto buque de vigilancia litoral, y seis patrulleros Damen Stan Patrol 2606. El último de la clase BVL (Buque de Vigilancia Litoral) está siendo construido en DIANCA, con asesoría y apoyo técnico de Navantia.
Solo se ha encontrado problemas en el proceso de modernización de las fragatas Lupo, y el ensamblaje de los hovercrafts ingleses, de los que finalmente solo se recibieron tres de los más de treinta contratados, aunque ha trascendido que el programa de modernización de las fragatas, será salvado con ayuda china.
En el mismo periodo, se han incorporado seis helicópteros Mi-17V-5 y varios helicópteros Bell 412 Sentinel, pero no se pudo lograr, por implicaciones del bloqueo estadounidense, los tan necesarios aviones de transporte y patrullaje marítimo, que aún se encuentran sin sustituir.
Sin embargo, el área que mayor desarrollo ha tenido en este periodo, ha sido la Infantería de Marina, la cual fue llevada al nivel de División, y cuenta en su seno con unas nueve brigadas. Recientemente se firmó un contrato por 500 millones de dólares con China, para la compra de vehículos blindados y material de artillería.
Venezuela negocia nuevos buques y se están negociando en España con la empresa Navantia. También se negocian con la empresa española Vulcano Juliana, otros tantos buques oceanográficos, hidrográficos y sísmicos, que son para la empresa petrolera PDVSA, pero que serán operados por personal de la Armada venezolana, sin embargo, se desconoce el destino de este contrato.
Desde 2012 el gobierno de Venezuela anunció un plan de compra de armamento para el periodo 2018-2028 que contemplaba la compra de 6 destructores, 8 fragatas, 9 submarinos, 8 corbetas, 8 patrulleros, 6 buques anfibios, 3 buques de logística, 3 buques remolcadores, y la desincorporación de embarcaciones menores como los patrulleros guardacostas con más de 20 años de servicio. [cita requerida]
En 2019, el capitán de corbeta Rafael Acosta Arévalo fue víctima de una desaparición forzosa después de ser acusado por el gobierno de Nicolás Maduro de «conspirar para llevar a cabo un intento de golpe de Estado». Acosta Arévalo murió el 29 de junio luego de ser sometido a torturas durante su detención por parte de agentes de la Dirección General de Contrainteligencia Militar (DGCIM) en el hospital militar Vicente Salias Sanoja. El hecho causó gran impacto en medios de comunicación y el rechazo de autoridades tanto nacionales como internacionales.

## Embarcaciones y aeronaves de la Armada Bolivariana
|                      |
| F-22 Almirante Brión |

|             |
| S-32 Caribe |

|                    |
| GC-21 Guaicamacuto |

|                                |
| PC-13 Independencia Vosper 37m |

|                                      |
| PC-16 Victoria Patrullero Vosper 37m |

|                                 |
| PG-51 Págalo Patrullero Costero |

|                    |
| (T-91) Los Frailes |

|                                    |
| T-63 Goajira tipo LST clase Capana |

|                                                             |
| (RA-11) Almirante Francisco de Miranda Remolcador de altura |

|                   |
| Agusta Bell 412EP |

|                     |
| CESSNA 208B Caravan |

|                         |
| CESSNA U206G STATIONAIR |

La Armada cuenta con fragatas, submarinos y patrulleras para realizar su labor de protección de sus aguas territoriales. Adicionalmente a éstos, la Armada cuenta con el buque escuela Simón Bolívar, cuatro buques de desembarco de tanques, el buque de aprovisionamiento de combate Ciudad Bolívar y el buque oceanográfico Punta Brava.
El equipo pesado actual de la Armada Bolivariana llega al país al final de la década de 1970 y principios de 1980. Las fragatas misilísticas con que cuenta son de fabricación italiana de la Clase Lupo mientras que los submarinos son de fabricación alemana y corresponden al Tipo U-209/1300.

### Proveedores
Hasta los momentos, los proveedores habituales de la Armada Bolivariana a nivel de equipos diversos, sistemas y capacitación técnica, han sido: Estados Unidos de América, Francia, Italia, España, Alemania, el Reino Unido, Países Bajos, Israel, Argentina, Corea del Sur y Canadá. Pero recientemente, y producto en parte del embargo militar que decretó el gobierno de Estados Unidos de América, la Armada venezolana ha vuelto su mirada hacia Rusia, Irán, China, Vietnam, y Cuba, para determinados trabajos de reparación, construcción y capacitación de personal. Así, se tiene previsto recibir por parte de Cuba de cuatro transporte ligeros de carga y de Rusia ocho helicópteros de apoyo táctico, así como existen negociaciones en firme para la adquisición de hasta nueve submarinos de tipo oceánico.
La industria naval venezolana, también se ha visto beneficiada de este embargo militar. UCOCAR ha estado desarrollando diversos tipos de lanchas ligeras; DIANCA ha incrementado sus trabajos de reparación y ha construido para la Armada venezolana un moderno remolcador y un patrullero costero con ayuda técnica neerlandesa; Cuba y Venezuela han creado en Maracaibo unos astilleros nuevos, llamados ASTIMARCA. Quizás el proyecto más ambicioso con que cuenta actualmente la industria naval venezolana, es el desarrollo de un minisubmarino de tipo táctico denominado “Abisal”; así mismo el cuarto y último buque de tecnología española BVL, será construido en el país. Por todo esto, la industria naval venezolana, también se ha convertido en un nuevo proveedor para la Armada venezolana.
También se está adquiriendo conocimiento para la fabricación de embarcaciones clase Caribe o mejor conocidos como POVZEE

## Organización
La Armada Bolivariana, está compuesta por:

### Comando General
Está ubicado en Caracas, se denomina Comandancia General de la Armada Bolivariana y la misma dispone de:
- Una Ayudantía General
- Una Asesoría Jurídica.
- Una Inspectoría General.
- Una Junta Permanente de Evaluación.
- Una Oficina de Gestión Administrativa.
- Una Oficina de Gestión Comunicacional.
- Una Caja de Ahorros.
- Fundación de la Armada.
- Fundación de Fomento de Bienestar Social.

### Segunda Comandancia y Jefatura del Estado Mayor de la Armada Bolivariana
La misma cuenta con:
- Puesto de Comando.
- Oficina de Planificación y Presupuesto.
- Dirección de Organización y Desarrollo del Recurso Humano.
- Un Comando del Cuartel General.

### Nueve Direcciones Navales
Estas se dividen en
- Grandes Comandos
- Unidades
- Establecimientos Navales.

## Direcciones Navales
- Dirección Naval de Apresto Operacional.
- Dirección Naval de Planificación Estratégica.
- Dirección Naval de Educación.
- Dirección Naval de Inteligencia Militar.
- Dirección Naval de Participación Activa en el Desarrollo Nacional.
- Dirección Naval de Personal.
- Dirección Naval de Tecnología.
- Dirección Naval de Régimen Especial de Seguridad.
- Dirección Naval de Logística.

### Dirección Naval de Apresto Operacional
Están subordinados: Comando de la Escuadra, Comando de la Infantería de Marina Bolivariana, Cuerpo de Ingenieros, Comando de Fuerzas Especiales, Comando de la Aviación Naval Comando de Policía Naval y el Comando de Guardacostas, todos comandados por oficiales Almirantes con el grado de Contralmirante.

#### Comando de la Escuadra
El Comando de la Escuadra, que tiene su cuartel general Base Naval Contralmirante Agustín Armario de Puerto Cabello, estado Carabobo.
Misión: La misión del comando de la escuadra es alistar y conducir sus unidades con el fin de ejecutar operaciones navales, anfibias y de apoyo a las operaciones fluviales y organismo del Estado, para la defensa de la soberanía del país.
Visión: “Hacer del Comando de la Escuadra un organismo operativo, moderno flexivo y altamente disuasivo; capaz de alistar, conducir y proyectar su poder naval en los espacios acuáticos de actuación, a los fines de garantizar la Seguridad, la Defensa y los Intereses de la Nación; contribuyendo en la participación activa del Desarrollo Nacional e integrada por un capital humano de alta calidad y elevada capacidad profesional.

#### ORBAT
- Escuadrón de Fragatas (Base Naval "Contralmirante Agustín Armario", Puerto Cabello, Estado Carabobo).
- Escuadrón de Submarinos (Base Naval "Contralmirante Agustín Armario", Puerto Cabello, Estado Carabobo).
- Escuadrón de Patrulleros (Base Naval "Mariscal Crisostomo Falcón", Punto Fijo, Estado Falcón).
- Escuadrón de Buques Anfibios y de Servicio (Base Naval "Contralmirante Agustín Armario", Puerto Cabello, Estado Carabobo).

### Guardacostas Bolivariana
Acuartelada en el Puerto de La Guaira, estado La Guaira, su misión es: “Planificar, ejecutar y controlar las actividades de salvaguarda naval, así como combatir los ilícitos en el mar y el narcotráfico, con el fin de contribuir a garantizar en los espacios acuáticos el cumplimiento de la Constitución de la República Bolivariana de Venezuela y demás leyes”. Este Comando dispone de ocho (08) Estaciones Principales de Guardacostas, ubicadas en Maracaibo, Punto Fijo, Puerto Cabello, La Guaira, Guanta (Pto La Cruz), Pampatar, Carúpano y Guiria, diez (10) Estaciones Secundarias Los Monjes, Aves de Sotavento, Los Roques, Los Testigos, La Blanquilla, Lago de Valencia, Chichiriviche, Cumaná, Juan Griego y La Tortuga. Cada una tiene un número variables de embarcaciones de interceptación, ayuda a la navegación y salvamento.

#### ORBAT
- Segunda Comandancia.
- Cuartel General.
- División de Seguridad Marítima, (que cuenta con:
  - Área de Protección Ambiental.
  - Área de Seguridad Marítima.
  - Área O.M.I..
- División de Operaciones, que cuenta con:
  - Área de Búsqueda y Salvamento.
  - Área de Telemática.
  - Área de Tráfico Marítimo.
  - Área de Planes e Inteligencia.
- División de Logística.
- División de adiestramiento.
- División de Personal.
- División de Finanzas.

### División de Infantería de Marina Bolivariana

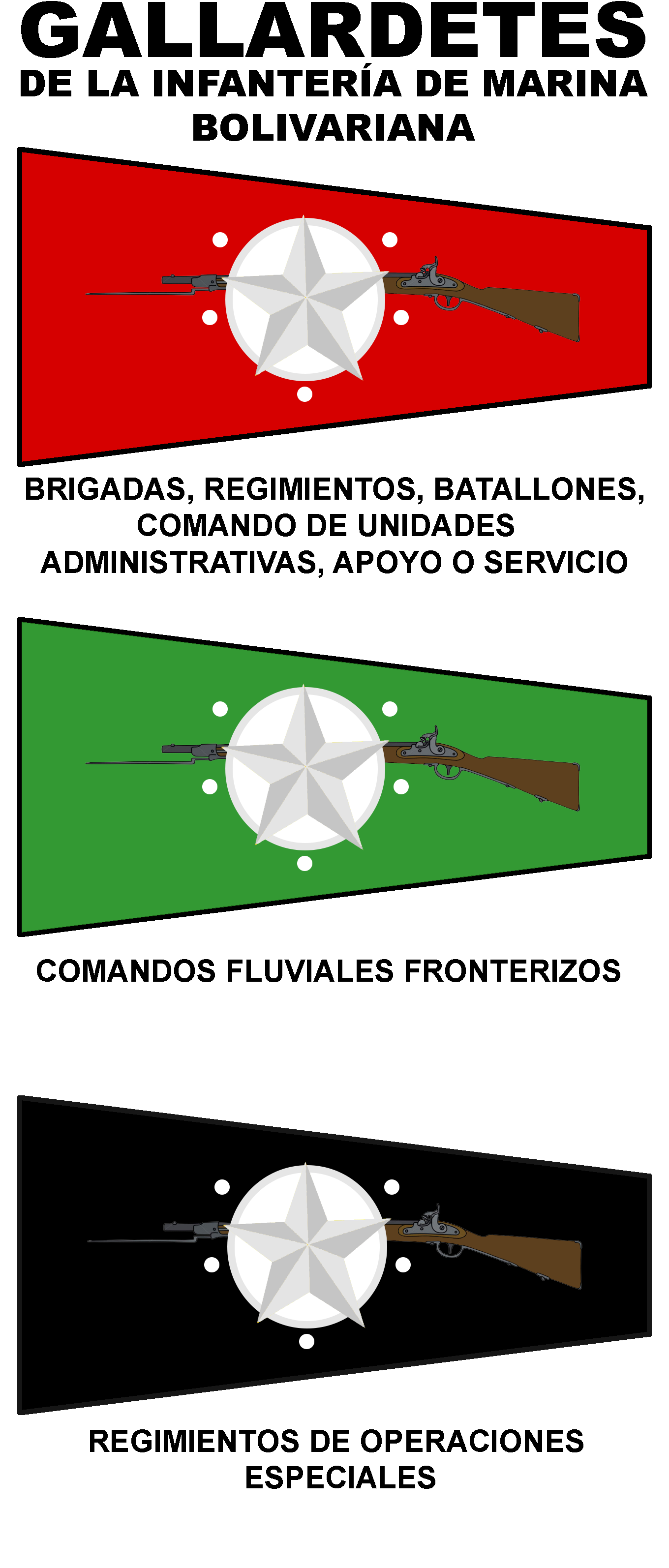
Gallardetes de Infantería de Marina Bolivariana

Acuartelada en la meseta de Mamo, Catia la Mar, estado La Guaira se estima en más de 17.000 hombres y mujeres aproximadamente, sin tomar en cuenta la reserva inmediata.

#### ORBAT
Unidades de Maniobra:
- Primera Brigada de Infantería de Marina Anfibia “Capitán de Navío Manuel Ponte Rodríguez”.
- Segunda Brigada de Infantería de Marina Anfibia “Contraalmirante Eileen Rangel García”.
- Tercera Brigada de Infantería de Marina Anfibia “Generala de Brigada Manuela Sáenz”.
- Cuarta Brigada de Infantería de Marina Anfibia “Almirante Alejandro Petión”.
- Quinta Brigada de Infantería de Marina Fluvial “Capitán de Fragata José Tomas Machado”.
- Sexta Brigada de Infantería de Marina Fluvial “General en Jefe José Antonio Páez”.
- Séptima Brigada de Infantería de Marina Fluvial “General de Brigada Franz Risquez Iribarren”.
- Octava Brigada de Comandos de Mar “Generalísimo Francisco de Miranda”.
- Novena Brigada de Policía Naval “Gran Mariscal de Ayacucho”.
- Regimiento de Reserva y Reemplazos de la Infantería de Marina "Contraalmirante Armando López Conde".

Unidades divisionales:
- Grupo de Artillería Divisionario de la Infantería de Marina “Vicealmirante Lino de Clemente”
- Batallón de Comunicaciones de la Infantería de Marina “Capitán de Fragata Felipe Baptista”
- Batallón de Apoyo Logístico de la Infantería de Marina "Almirante Luis Brión"

Puestos Navales Fronterizos:
- Puesto Naval AF Miguel Echeverría
- Puesto Naval Cabruta
- Puesto Naval El Amparo
- Puesto Naval El Baúl
- Puesto Naval Encontrado
- Puesto Naval Guafitas
- Puesto Naval Isla Vapor
- Puesto Naval Puerto Ayacucho
- Puesto Naval Puerto Nutrias
- Puesto Naval Puerto Páez
- Puesto Naval Río Arauca Internacional
- Puesto Naval San Carlos de Río Negro
- Puesto Naval San Fernando de Apure
- Puesto Naval San Fernando de Atabapo
- Puesto Naval Catatumbo
- Puesto Naval Puerto Vivas

Nota: La Brigada de Ingeniería “Contraalmirante José Ramón Yépez”, fue transformada en Cuerpo de Ingenieros de la Armada.
BRIOPEM los comandos de mar tienen su origen en la compañía de incursores de la escuadra y en la unidad de reconocimiento de la infantería de marina (URECIM). la primera creada en 1973 con la misión de efectuar operaciones de comandos de apoyo de los comandos de operaciones, acción de reconocimiento terrestre y de seguridad, en el fin de facilitar el asalto de la fuerza de desembarco y las operaciones subsiguientes.
EN 1985 se fusionaron ambas unidades y se crea la unidad de operaciones especiales (UOPE), con la misión de conducir operaciones de comandos y de guerra especial por medios acuáticos, terrestres y aéreos a fin de apoyar las operaciones de la armada. Con esta nueva reestructuración y ampliación de responsabilidades, se aumentan las funciones y capacidades y pasa a depender directamente del comando naval de operaciones ubicando su sede en comando naval en Puerto Cabello. 1989 la UOPE es trasladada al apostadero naval tn tomas vega, ubicado en la bahía de turiamo, estado Aragua.
Tras el intento de golpe de Estado del 27 de noviembre de 1992 la UOPE fue desdoblada en dos pelotones adscritos a las unidades tácticas de combate GENERAL RAFAEL URDANETA DE Puerto Cabello y mariscal Antonio José de Sucre de carupano, ambos pelotones bajo el control operacional de ambas unidades tácticas con la denominación de pelotón de reconocimiento anfibio de la infantería de marina (PRAIM).

### Comando de Aviación Naval
La Aviación Naval venezolana está organizada en torno a un Comando de Aviación Naval, al mando de un oficial de rango contraalmirante. Acuartelada en el aeropuerto de Puerto Cabello, Carabobo se estima su personal en unos 500 hombres y mujeres aproximadamente. El Comando de la Aviación Naval está estructurado en cinco escuadrones de vuelo, uno de Mantenimiento y uno de Apoyo y Servicios. La Base Aeronaval de Puerto Cabello, donde tiene su sede el Cuartel General, es el principal centro de operaciones del componente aéreo de la Armada, pero además cuenta con facilidades e instalaciones en aeropuertos civiles y bases aéreas y navales ubicadas en Punto Fijo, Maiquetía, Caracas, Guiria, Puerto Ayacucho y en las islas de La Blanquilla y La Orchila.

#### ORBAT
- Escuadrón Aeronaval de Adiestramiento
- Escuadrón Aeronaval de Transporte Administrativo
- Escuadrón Aeronaval de Transporte Táctico
- Escuadrón Aeronaval de Helicópteros
- Escuadrón Aeronaval de Apoyo Táctico
- Escuadrón Aeronaval de Patrullaje

### Comando Fluvial
El Comando Fluvial tiene su Cuartel General en la Base Naval Capitán de Fragata Tomás Machado en Ciudad Bolívar, Estado Bolívar, y ejerce su jurisdicción en el medio y bajo Orinoco y sus afluentes, así como en el delta que desemboca en el Atlántico. Cuenta con un Escuadrón Fluvial que agrupa a las embarcaciones de mayor calado, y cinco puestos navales dotados, cada uno, de un pelotón de Infantería de Marina y seis lanchas de combate fluvial y asalto anfibio.
El Comando Fluvial ha sido desactivado y sus tareas transferidas a la 5.ª. Brigada de Infantería de Marina Fluvial. Sigue activo el Escuadrón Fluvial que agrupa a las unidades de la Armada que actúan en los ríos

#### ORBAT
- Escuadrón Fluvial
- Puestos Navales

## Formación académica del personal de la Armada Bolivariana
La Universidad Militar Bolivariana de Venezuela (UMBV), creada en 2010, es la encargada de la formación académica de los funcionarios que pertenecen al componente de la Armada Bolivariana de la FANB. Para la preparación universitaria de sus oficiales, se encuentran cuatro academias adscritas a la UMVB junto con otros institutos filiales. La UMVB emplea los planes de estudios Simón Bolívar, Hugo Rafael Chávez y varios PNF, entre el que destaca el PNFIM y PNF LEMCT. Sus cadetes egresan con el grado de teniente de corbeta, en los diferentes centros educativos que están distribuidos de la siguiente manera:

### Academia Militar de la Armada Bolivariana(AMARB)
La más antigua de las academias de dicho componente. Desde 1811, forma estudiantes por cuatro años a oficiales de comando, titulando al egresado en la Licenciatura en Ciencias Navales. También en este instituto se preparan a los oficiales asimilados durante un año, el cual para su ingreso debe poseer un título universitario. La AMARB se encuentra ubicada en Catia La Mar, estado La Guaira.

### Academia Militar de Oficiales de Tropa C/J Hugo Rafael Chávez Frías(AMOTHCH)
Fundada en 2012, forma inicialmente por dos años continuos a oficiales de comando de tropa a estudiantes que ingresan como sargentos (tropa profesional), que fueron postulados por las distintas estaciones de la Armada Bolivariana. Los mismos obtienen el título de  Licenciatura en Estudios Militares en el Comando de Tropas, después de culminar durante otro año más el IV Trayecto. Su sede se encuentra en el Fuerte Guaicaipuro, Santa Teresa del Tuy, estado Miranda.

### Academia Técnica Militar Bolivariana(ATMB)
Creada en 2008, realiza la formación de oficiales técnicos con 4 años de formación académica, entre sus cinco institutos adscritos donde obtienen el título de Licenciados en Ciencias y Artes Militares, Enfermería Militar o Ingeniería Militar. Los mismos son:
- Academia Técnica Militar del Ejército (ATMEJB). Ubicada en Maracay.[31]
- Academia Técnica Militar de la Armada Bolivariana (ATMARB). Ubicada en Catia La Mar.[31]
- Academia Técnica Militar de Ciencias de la Salud (ATMCS). Ubicada en Maracay, en la sede central de la ATMB.[31]
- Academia Técnica Militar de Comunicaciones y Electrónica (ATMCYE). Ubicada en Maracay, en la sede central de la ATMB.[31]

### Academia Militar de Medicina(AMMED)
Fundada en 2014, forma durante seis años a Médicos Cirujanos Militares. Su sede principal se encuentra en Fuerte Tiuna, Caracas.

### Escuela Técnica de la Armada Bolivariana (ETARB)
Fundada en 1960, forma durante un año a las tropas profesionales en el área de flota especialidades de servicios, logística, plantas navales, operaciones, hidrografía y navegación, comunicaciones navales, sanidad naval y músicos militares . Se encuentra ubicada en la av. El Ejército, Centro de Adiestramiento Naval ''CN Felipe Santiego Esteves'' (CANES), Catia La Mar, estado La Guaira.

### Marinería
Para la preparación académica de los  marineros, se encuentra distribuidos por el territorio venezolano, diferentes escuelas de formación durante tres meses.

## Grados jerárquicos

### Marinería
| Marinería                  | Marinería                    | Marinería   | Marinería    | Marinería    |
| Rango                      | Marinero o Infante de Marina | Distinguido | Cabo Segundo | Cabo Primero |
| Abreviación                | M                            | D           | C2           | C1           |
| -------------------------- | ---------------------------- | ----------- | ------------ | ------------ |
| Insignia y parche patriota | Sin insignia ni parche       |             |              |              |

### Tropa Profesional
| Rango                        | Sargento Supervisor | Sargento Ayudante | Sargento Mayor de 1.ª | Sargento Mayor de 2.ª |
| Abreviación                  | SS                  | SA                | SM1                   | SM2                   |
| ---------------------------- | ------------------- | ----------------- | --------------------- | --------------------- |
| Patriota, Bocamanga y Capona |                     |                   |                       |                       |

| Rango                        | Sargento Mayor de 3ra | Sargento Primero | Sargento Segundo |
| Abreviación                  | SM3                   | S/1              | S/2              |
| ---------------------------- | --------------------- | ---------------- | ---------------- |
| Patriota, Bocamanga y Capona |                       |                  |                  |

### Oficiales
| Escala                       | Oficiales Almirantes | Oficiales Almirantes | Oficiales Almirantes | Oficiales Almirantes |
| Rango                        | Almirante en Jefe    | Almirante            | Vicealmirante        | Contralmirante       |
| Abreviación                  | A/J                  | A                    | VA                   | CA                   |
| ---------------------------- | -------------------- | -------------------- | -------------------- | -------------------- |
| Patriota, Bocamanga y Capona |                      |                      |                      |                      |

| Escala                       | Oficiales Superiores | Oficiales Superiores | Oficiales Superiores | Oficiales Subalternos | Oficiales Subalternos | Oficiales Subalternos |
| Rango                        | Capitán de Navío     | Capitán de Fragata   | Capitán de Corbeta   | Teniente de Navío     | Teniente de Fragata   | Teniente de Corbeta   |
| Abreviación                  | CN                   | CF                   | CC                   | TN                    | TF                    | TC                    |
| ---------------------------- | -------------------- | -------------------- | -------------------- | --------------------- | --------------------- | --------------------- |
| Patriota, Bocamanga y Capona |                      |                      |                      |                       |                       |                       |

### Cadetes

#### Curso General
| Cadete de Primer Año | Cadete Distinguido de Primer Año |
| -------------------- | -------------------------------- |

| Cadete de Segundo Año | Cadete Distinguido de Segundo Año |
| --------------------- | --------------------------------- |

| Cadete de Tercer Año | Brigadier | Brigadier Segundo | Brigadier Primero | Brigadier Mayor |
| -------------------- | --------- | ----------------- | ----------------- | --------------- |

#### Curso Naval
| Guardiamarina | Guardiamarina Auxiliar | Guardiamarina Mayor |
| ------------- | ---------------------- | ------------------- |

## Órdenes, condecoraciones y medallas
Lista de órdenes, condecoraciones y medallas otorgadas a personal militar y civil por la Armada Bolivariana

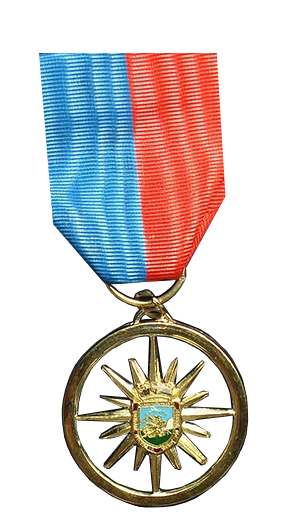
Medalla Naval Almirante Luis Brión
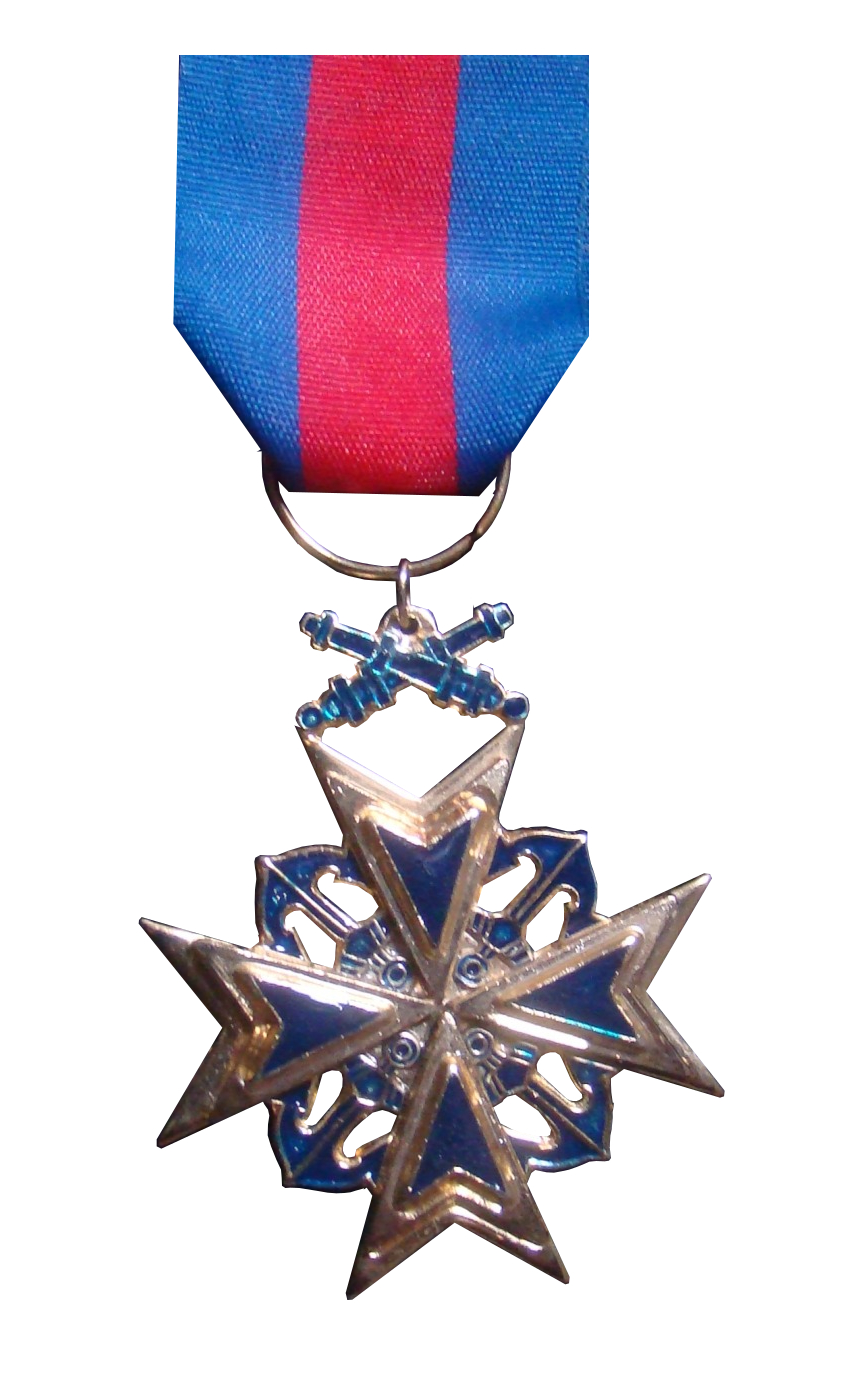
Orden al mérito naval
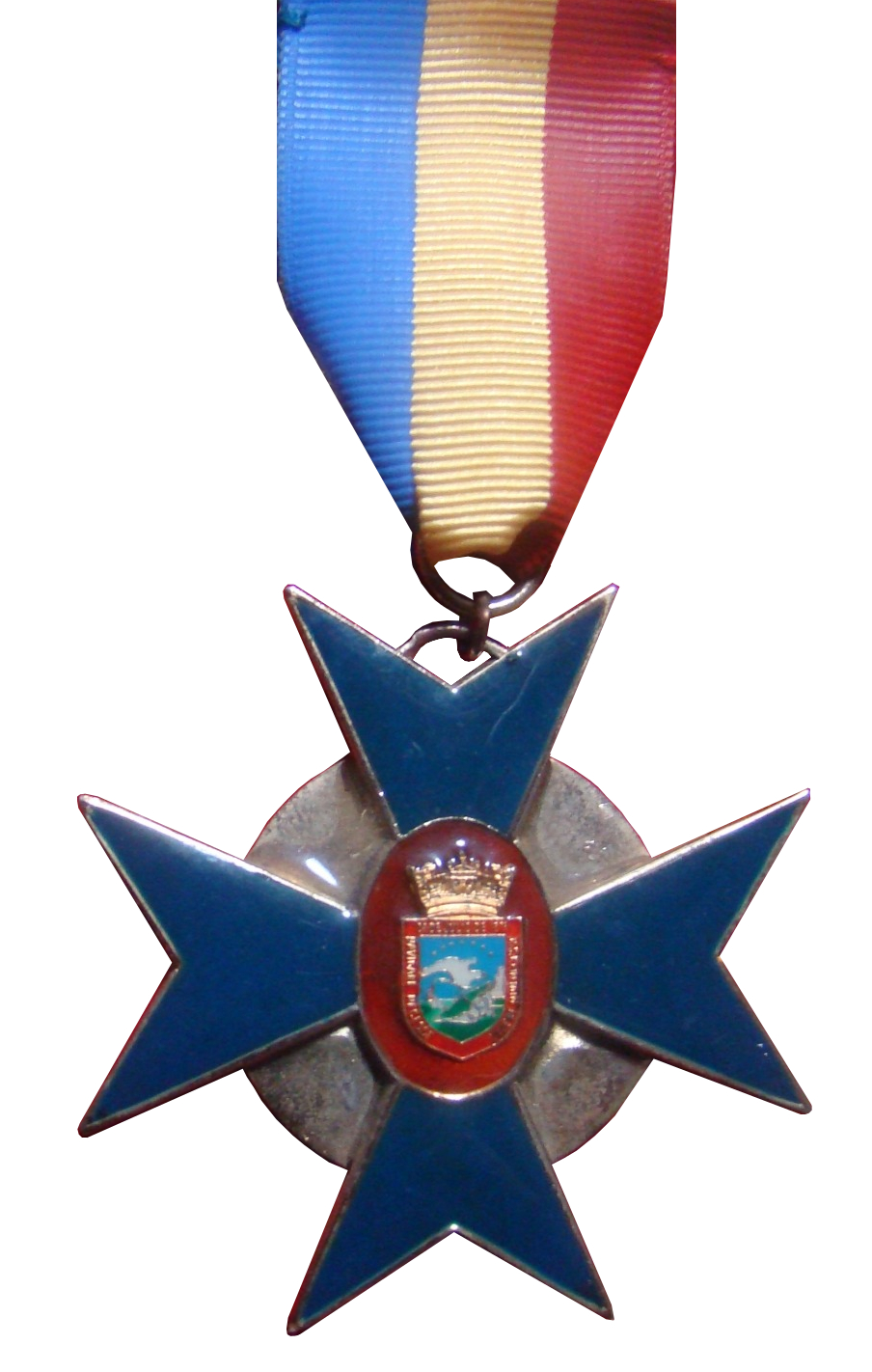
Medalla Naval Almirante Sebastián Francisco de Miranda
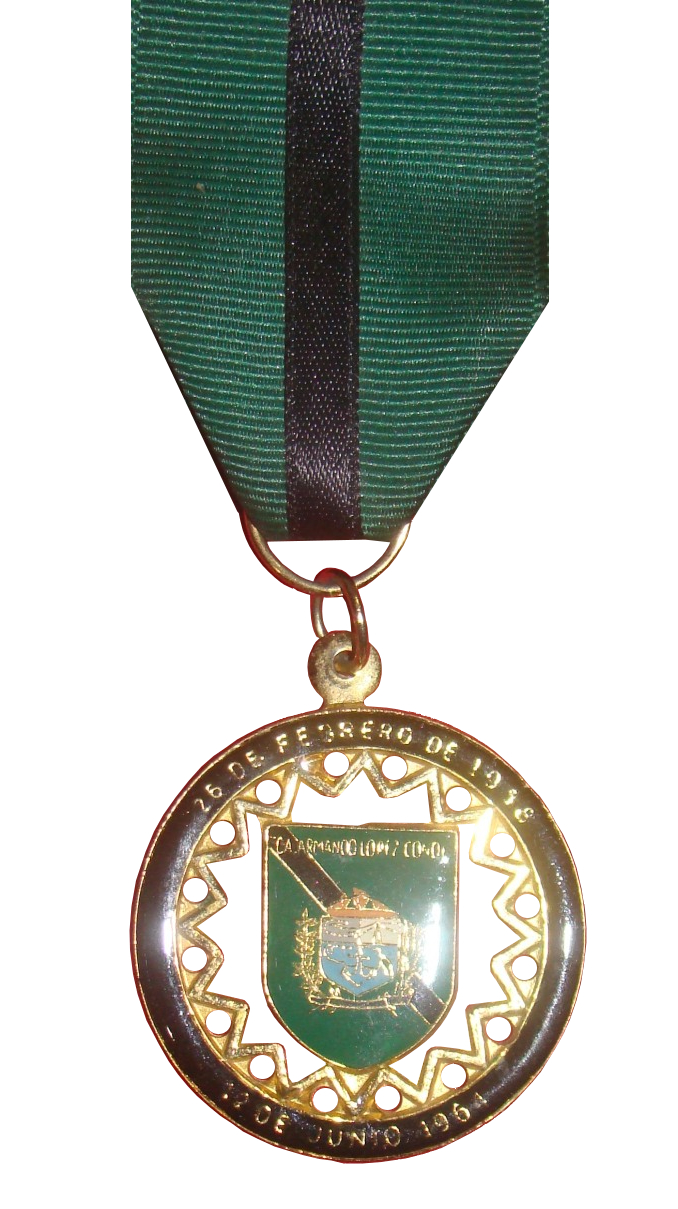
Medalla Naval CA Armando Lopez Conde
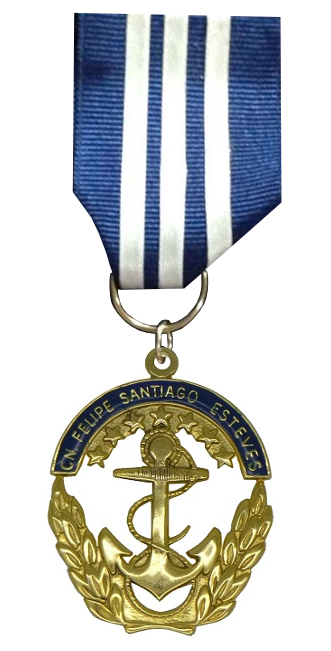
Medalla Naval CN Felipe Santiago Estéves